# Magallanes (Cavite)
Magallanes ist eine philippinische Stadtgemeinde der 5. Einkommensklasse in der Provinz Cavite. Sie hat 22.727 Einwohner (Zensus 1. August 2015).

## Barangays
Magallanes ist politisch in 16 Baranggays unterteilt.
| - Baliwag - Bendita I - Caluangan - Medina - Pacheco - Barangay 1 (Pob.) - Barangay 2 (Pob.) - Barangay 3 (Pob.) | - Barangay 4 (Pob.) - Barangay 5 (Pob.) - Ramirez - Tua - Urdaneta - Kabulusan - Bendita II - San Agustin |